# (200105) 1995 SO24
(200105) 1995 SO24 es un asteroide perteneciente al cinturón de asteroides, descubierto el 19 de septiembre de 1995 por el equipo del Spacewatch desde el Observatorio Nacional de Kitt Peak, Arizona, Estados Unidos.

## Designación y nombre
Designado provisionalmente como 1995 SO24.

## Características orbitales
1995 SO24 está situado a una distancia media del Sol de 2,629 ua, pudiendo alejarse hasta 2,901 ua y acercarse hasta 2,357 ua. Su excentricidad es 0,103 y la inclinación orbital 4,341 grados. Emplea 1557,13 días en completar una órbita alrededor del Sol.

## Características físicas
La magnitud absoluta de 1995 SO24 es 17,1.